# Камасутра

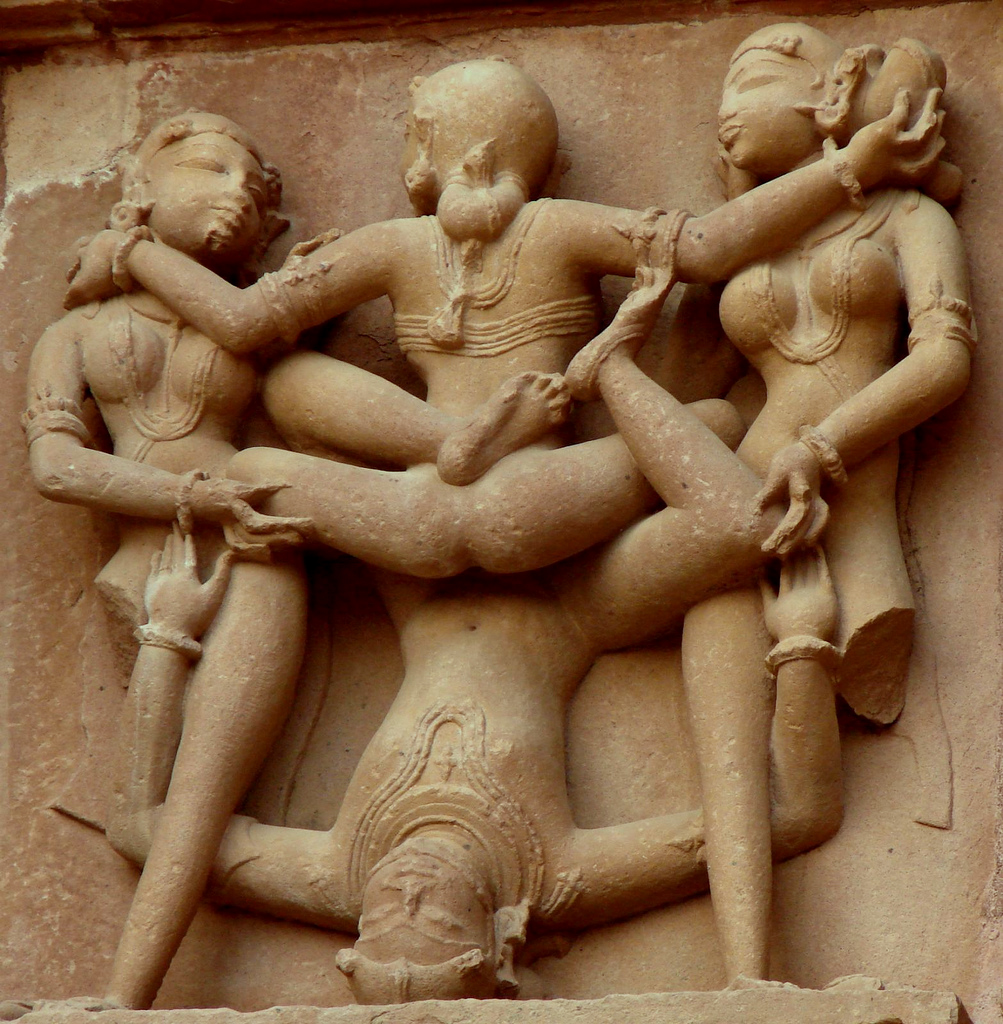
Барельєф у Кхаджурахо

Камасутра (санскрит: कामसूत्र) — індійський еротичний трактат, написаний лікарем Ватсьяяною за мотивами скульптурних зображень храму «Чорна пагода». Історики вважають, що вона складена між 400 р. до н. е. і 200 р. н. е. Є одною із Кама-шастр, трактатів про чуттєву насолоду. Індійський філософ Канкара написав коментар до «Камасутри». Зміст їх було викладено англійським вченим Ауфрехтом в Оксфорді в 1859 р. у книзі «Каталог любові». Відтоді книга неодноразово перевидавалася.
Назва походить від кама — насолода, утіха, та сутра — збірка, трактат. Не слід плутати із Карма-сутрою, буддійським трактатом про карму. Хоча широко відома як вузько сексуальний твір, насправді містить в собі настанови щодо правильного (з позицій цілісності та гармонійності світу) отримання та переживання насолоди; має під собою ґрунтовні філософські та релігійні підвалини.

## Розділи
В Інтернеті найпоширеніший розділ другий, подекуди замість всього трактату. Тим часом другий розділ — це лише п'ята частина «Камасутри». Камасутра містить 64 глави, зібраних в 49 частин, об'єднаних в 7 розділів.
Розділи:
1. Вступ — загальне поняття про кохання і його місце в людському житті (5 глав)
2. Про сексуальне поєднання, у трактаті описано як треба любити жінку та чоловіка. Глибокий аналіз поцілунків, різних типів попередніх ласок, оргазму, список сексуальних позицій, оральний секс, а також ситуації любовного трикутника (сім'ї утрьох — чоловік, дружина і коханка чоловіка). (15 глав)
3. Про те як знайти жінку — залицяння і весілля.(9 глав)
4. Про жінку — як жінці поводитися (8 глав)
5. Про жінок інших чоловіків, здебільшого про зваблення (10 глав)
6. Про проституцію (9 глав)
7. «Таємна настанова», про те, як зачаровувати інших (2 глави),

## Зміст
Камасутра описує всього 64 сексуальних позиції, називаючи їх «мистецтвами». Ватьсьяяна вважав, що є 8 способів займатися любов'ю, по 8 позицій в кожному способі. У книзі вони називаються «64 мистецтва». Розділ «Про любовне з'єднання», що розглядає сексуальні практики і позиції, найбільш широко відомий, і в сучасній масовій культурі він перевидається найчастіше (частенько у версіях, дуже далеких від оригіналу). Часто цей розділ навіть приймають за усю книгу цілком.
Водночас, сексуальним практикам присвячена усього приблизно п'ята частина книги, а власне позам в сексі — три глави загальною довжиною ледве більше сотні сутр. В інших розділах мовиться про те, як бути хорошим громадянином, а також пропонуються роздуми про взаємовідносини чоловіків і жінок. «Камасутра» називає заняття сексом «божественним єднанням». Ватьсьяяна вважав, що в сексі як такому немає нічого негожого, але займатися ним легковажно — грішно. У 13 ст. з'явився важливий коментар до Камасутри — Джаямангала, автор Яшодхара.
Через велику популярність в сучасній західній культурі, з «Камасутрою» нерідко асоціюються і змішуються будь-які інші індійські трактати про чуттєву, фізичну любов — такі як трактат Ратірахасйа або Кока-шастра, автор Коккака, 13 ст. або пізніша поетична «Ананга Ранга», автор Кальянмалла, 16 ст. .

## Значення
Камасутра у наш час не втратила значення, як керівництво сексуальності і пам'ятник в історії сексології. Вона також є історичним документом, що описує побутові і громадські (не лише сексуальні) звичаї і практики Давньої Індії.

## Пози Камасутри

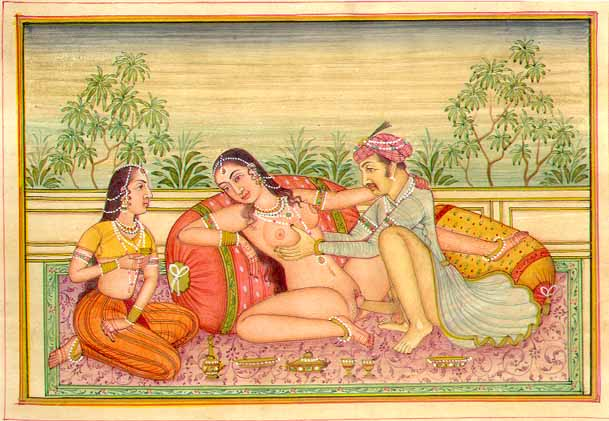
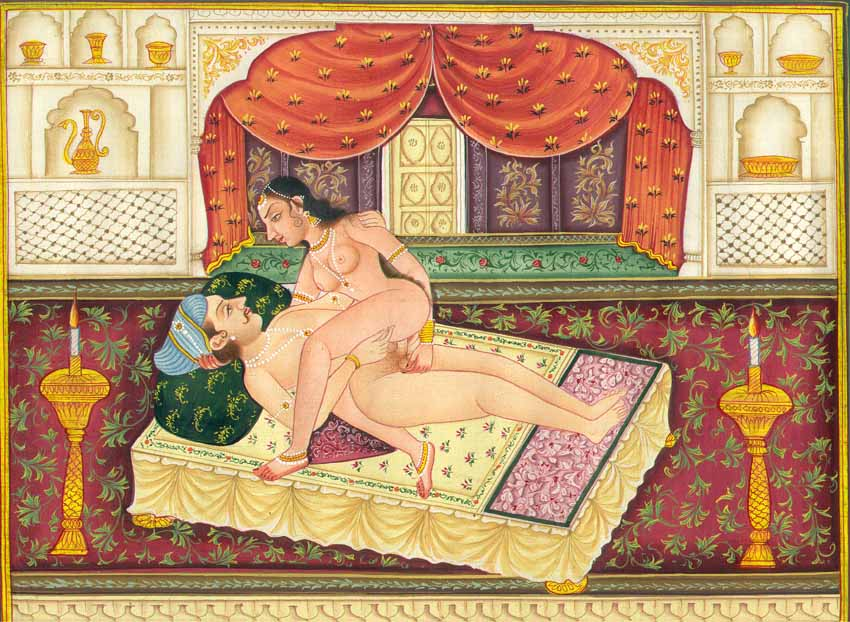
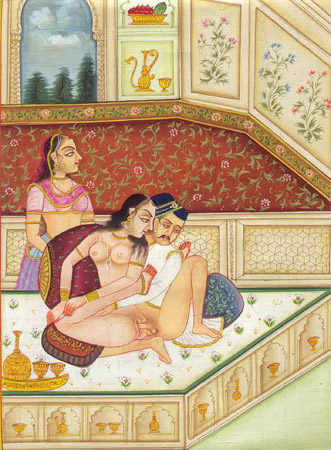
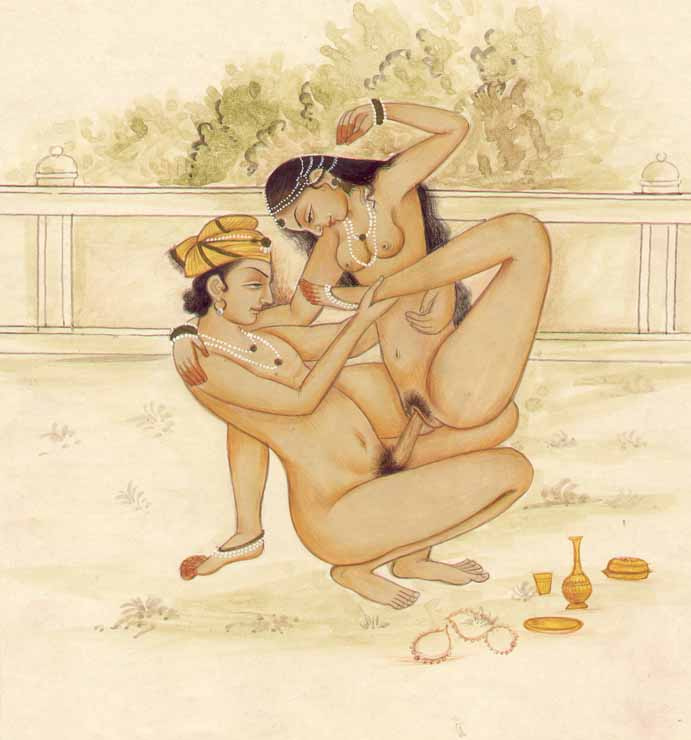
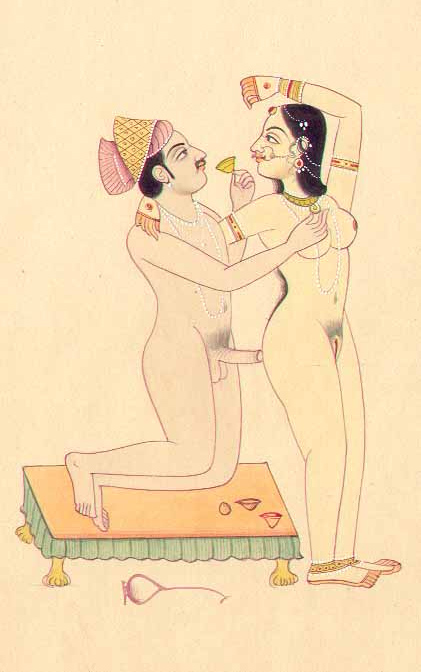
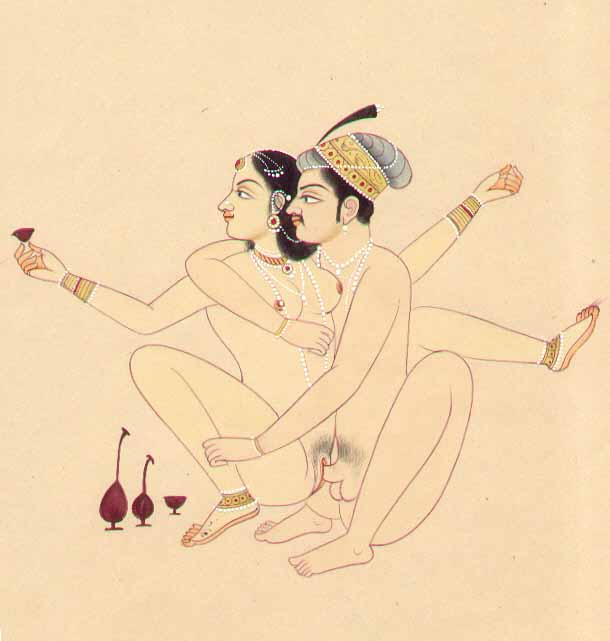
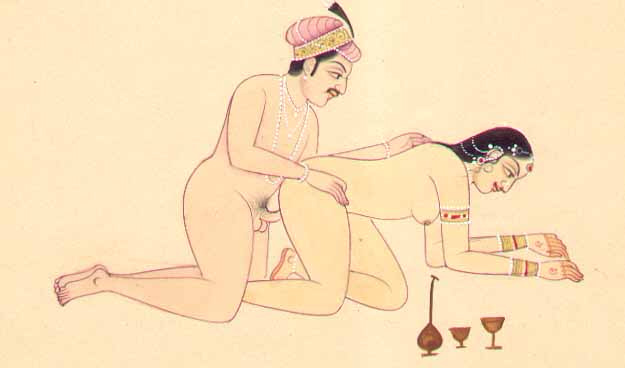
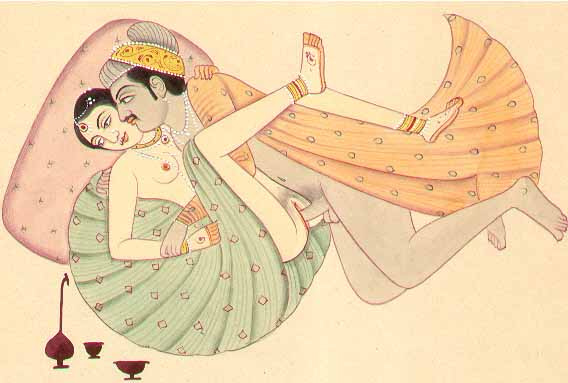
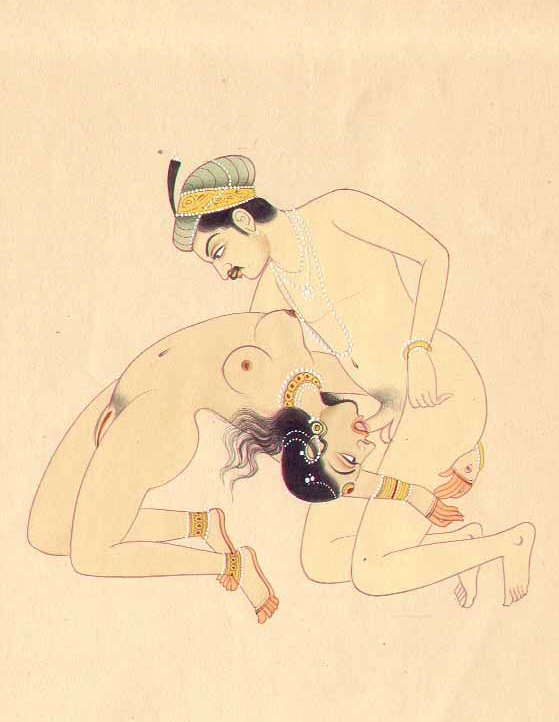
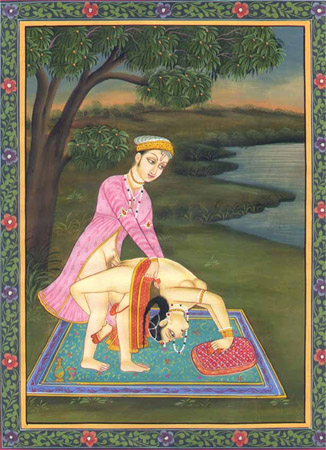
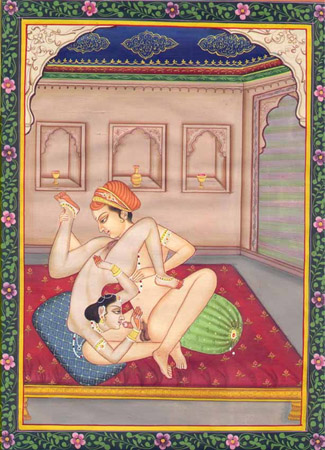
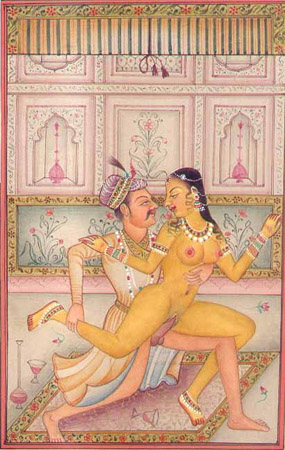
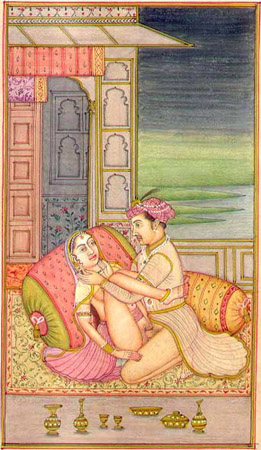
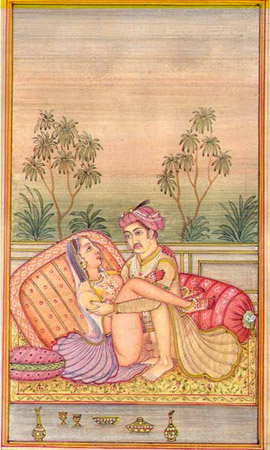
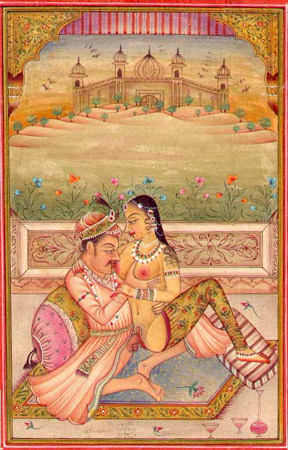
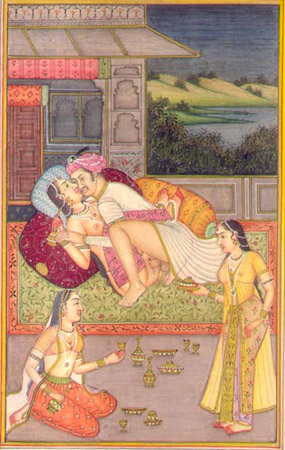
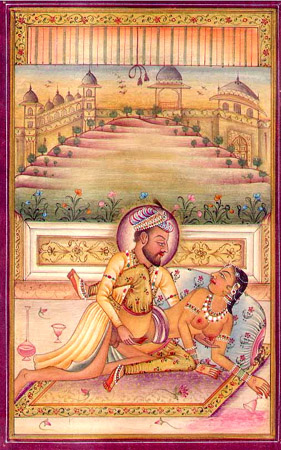
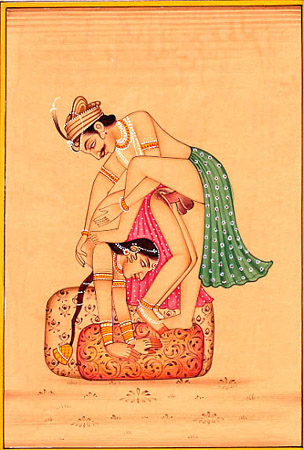
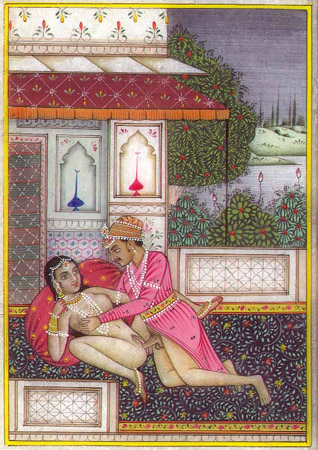
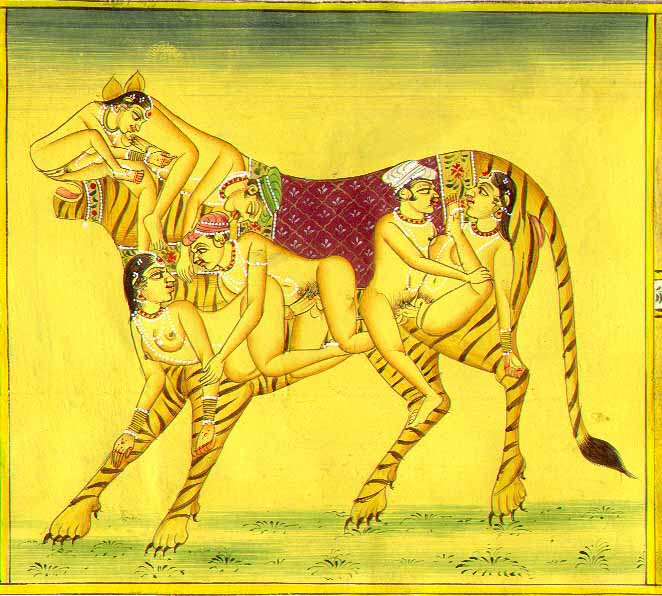
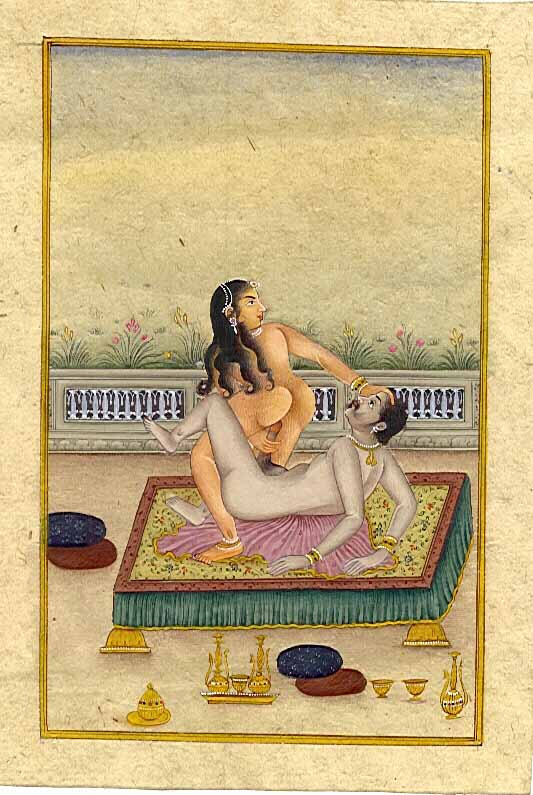
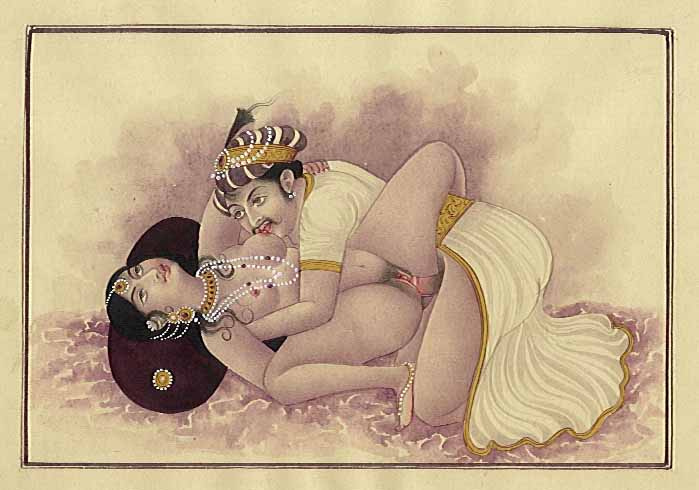
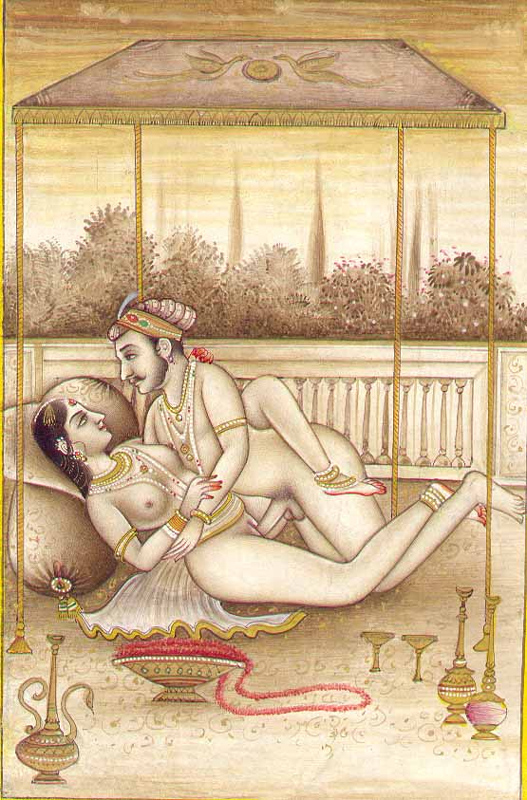
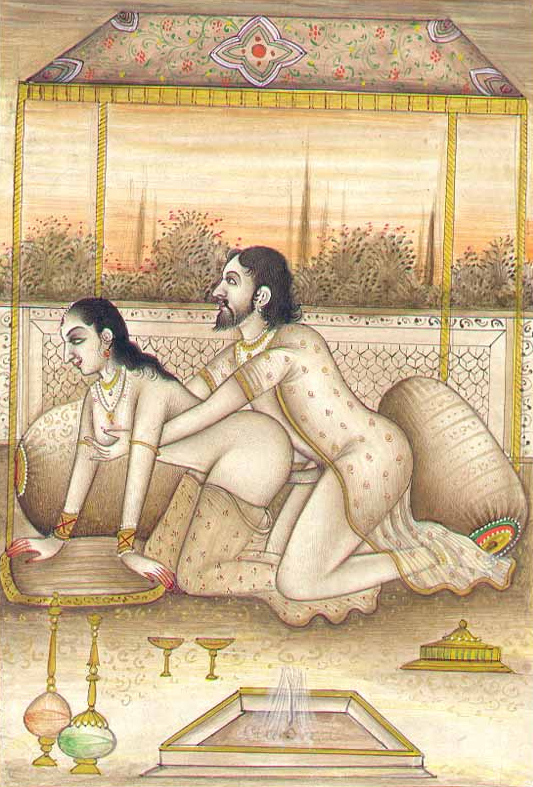
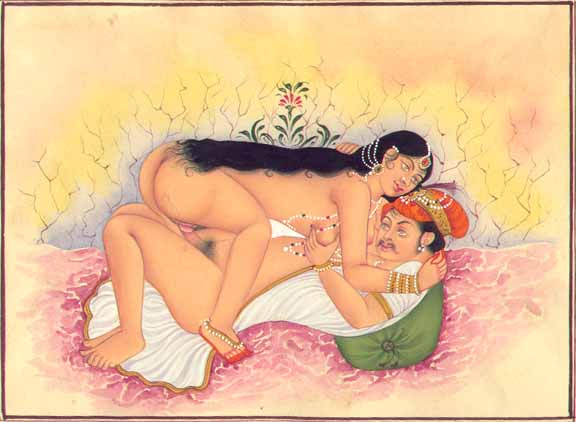
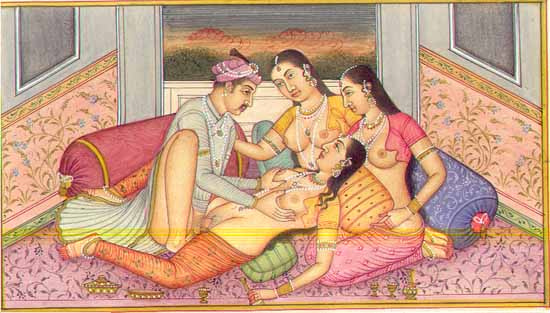
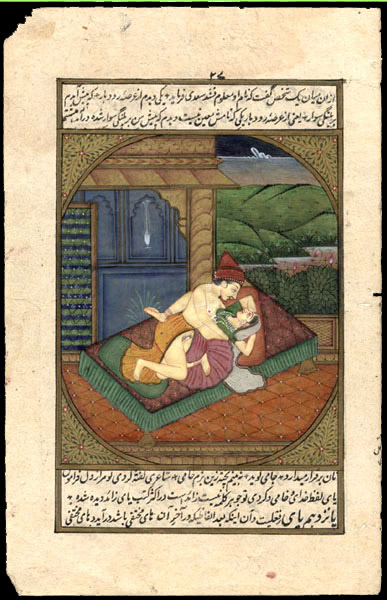
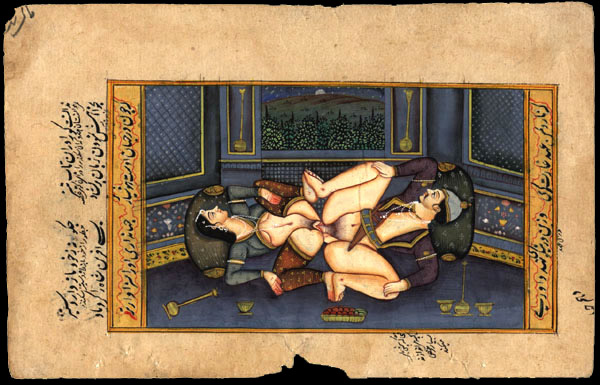
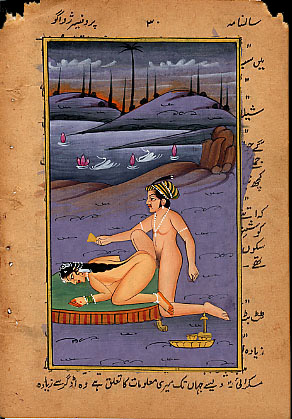
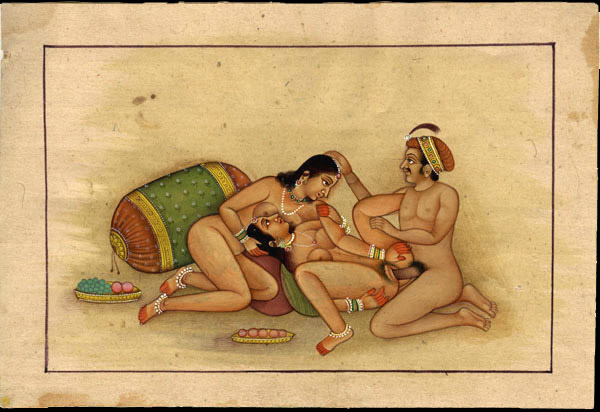
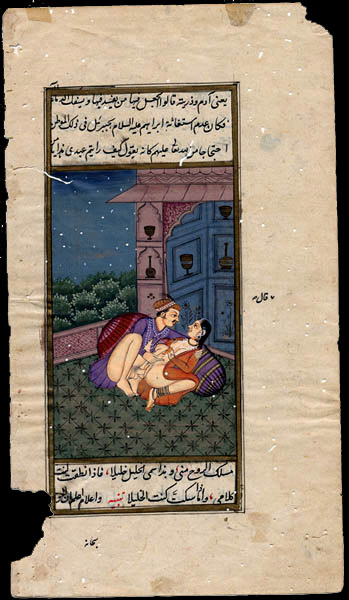
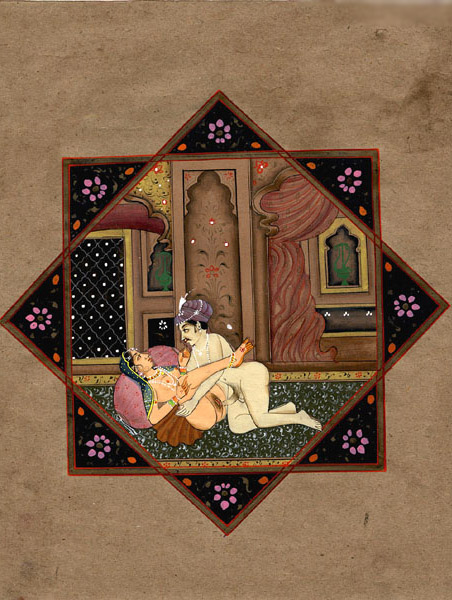
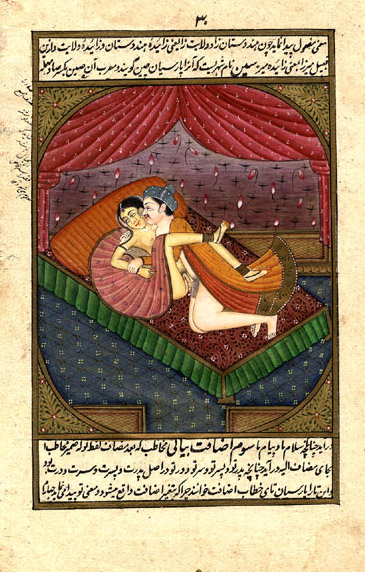
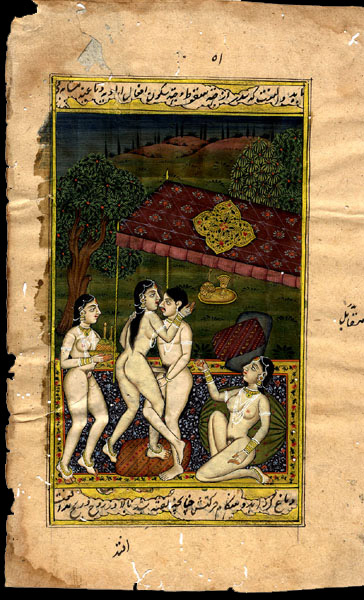
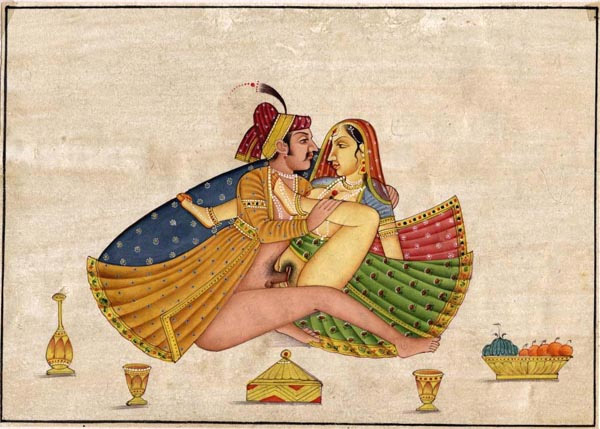
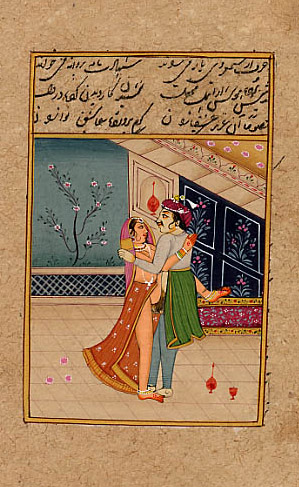
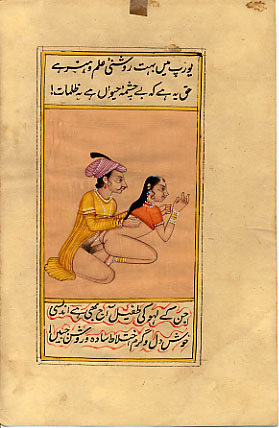
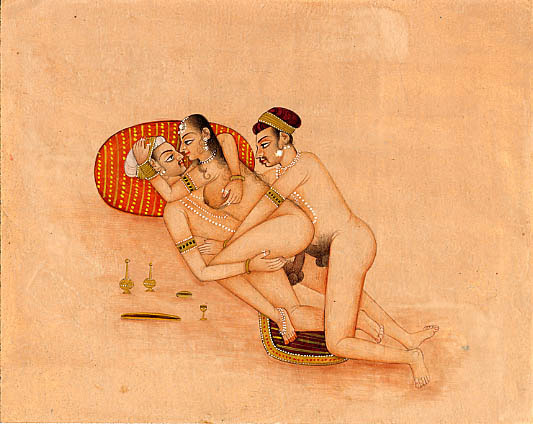
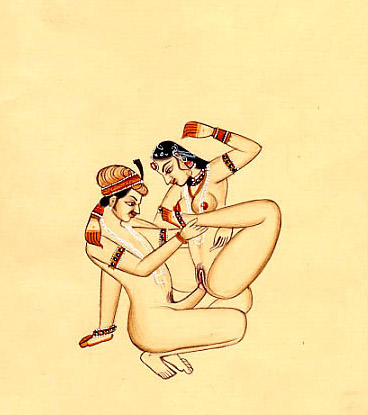
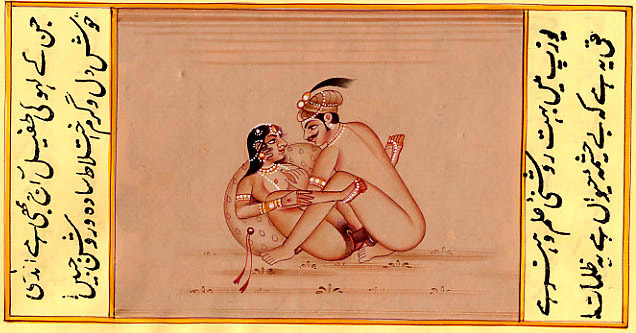
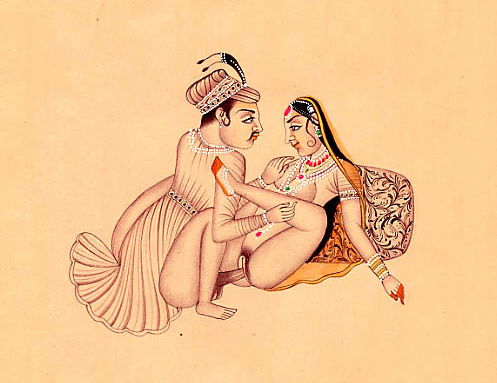
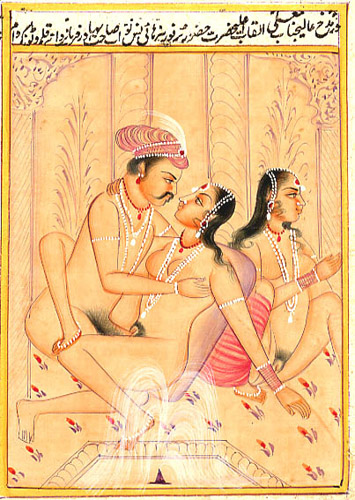
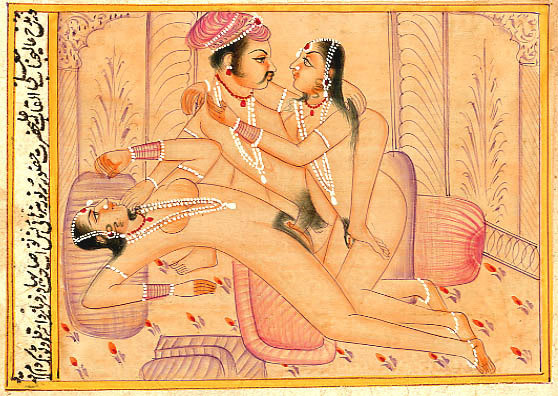
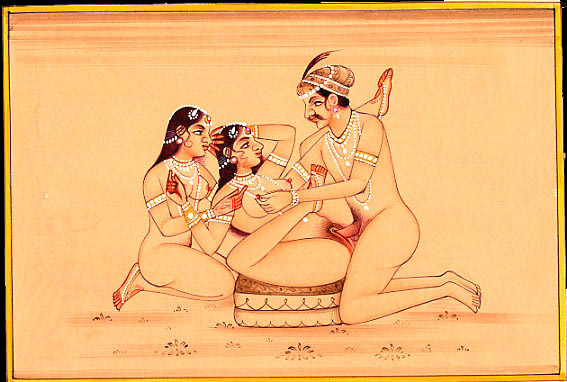
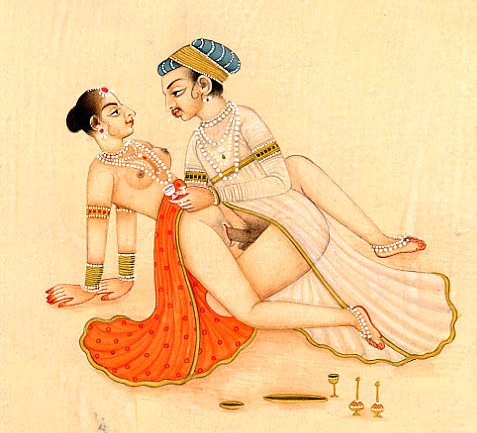
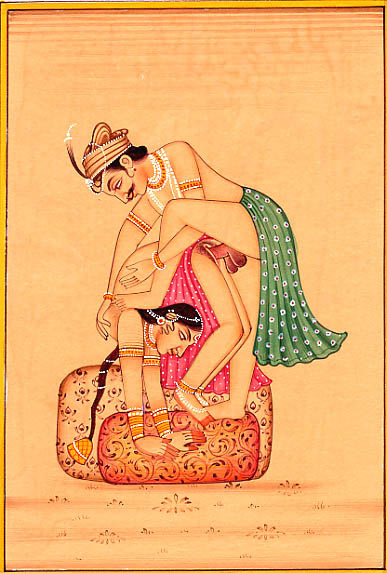
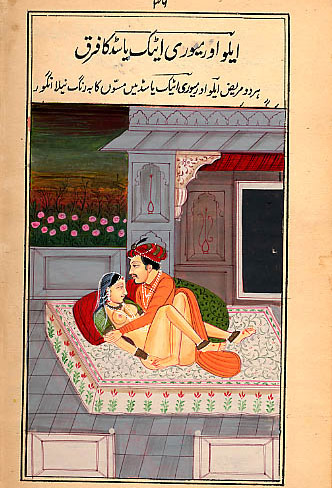
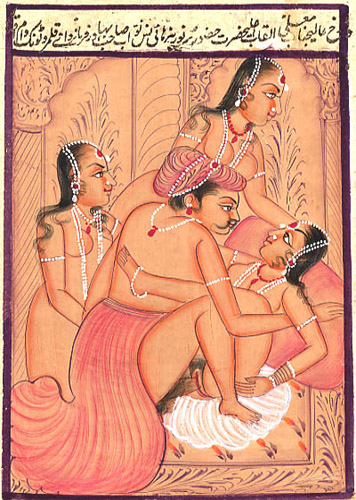
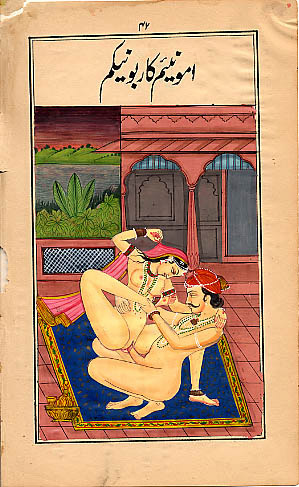
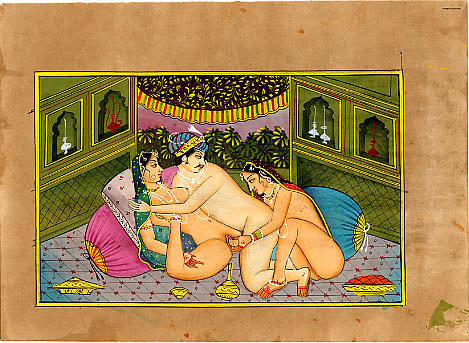
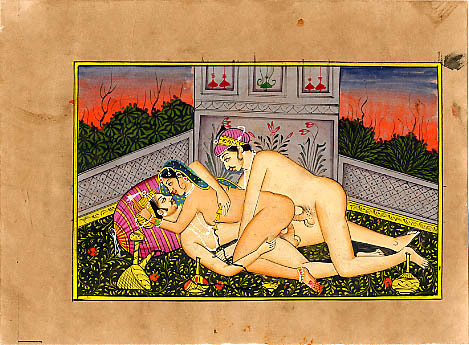
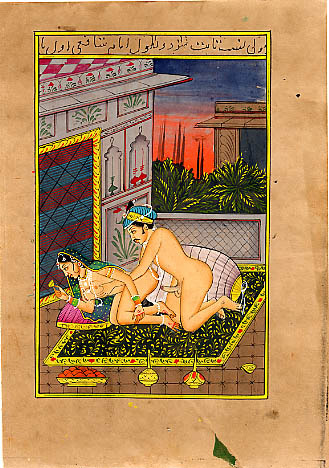
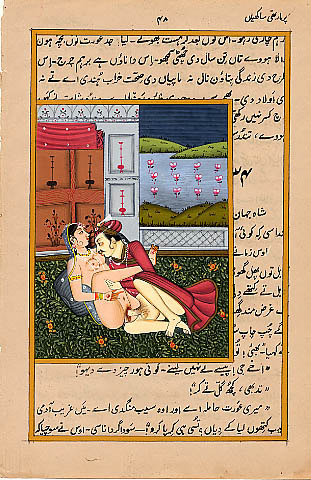
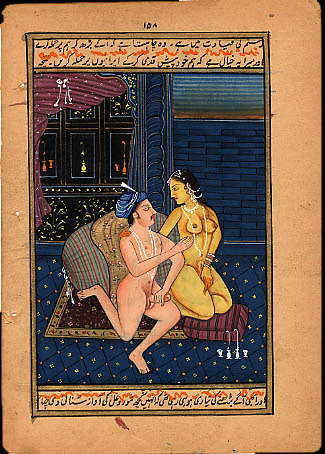
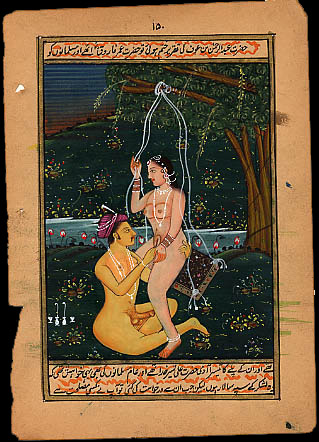
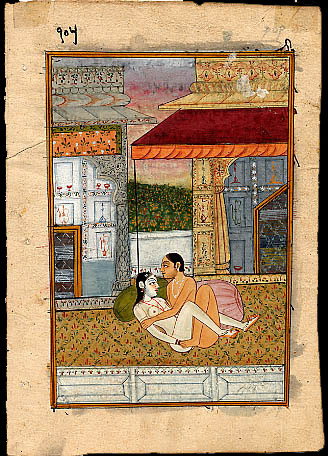

Хоча Камасутра не була ілюстрована, і більшість поз описані в ній дуже коротко, або зовсім лише названі, часто еротичні мініатюри монгольського живопису і мініатюри індійських шкіл і стилів, що вийшли з неї в XVI — XIX ст. описуються як «ілюстрації до Камасутри». Загалом у Камасутрі налічується 64 сексуальні позиції.